# 최성일
최성일 (1995년 4월 12일~ )은 대한민국의 스타크래프트 II 프로게이머이다. 아이디는 Trust이며 종족은 프로토스이다.
2013년 상반기 드래프트에서 CJ 엔투스의 1차 지명으로 입단하였다.
2015년 11월 27일 CJ 엔투스와의 계약을 종료, 무소속 신분이 되었다.
2015년 12월 2일 KT 롤스터 입단을 공식 발표했다.
2016년 10월 kt 롤스터의 스타크래프트 II 종목 팀 해체로 무소속 신분이 되었다.
2019년 1월 31일 Team RevolutioN에 입단하였
다.
2016년 대경대학교 인터넷게임과 졸업

## 주요 경력
- 2013 핫식스 2013 글로벌 스타크래프트 II 리그 시즌 1 Code A 32강
- 2013 WCS Korea Season 1 챌린저리그 32강
- 2013 WCS 코리아 시즌 2 챌린저리그 48강
- 2013 WCS 코리아 시즌 3 챌린저리그 48강
- 2014 WCS 코리아 시즌 1 핫식스 글로벌 스타크래프트 II 리그 코드 A 48강
- 2014 WCS 코리아 시즌 3 핫식스 글로벌 스타크래프트 II 리그 코드 S 32강
- 2014 Red Bull Battle Grounds: Detroit 16강
- 2015 스베누 글로벌 스타크래프트 II 리그 시즌 2 코드 S 32강
- 2015 핫식스 글로벌 스타크래프트 II 리그 시즌 3 코드 S 32강
- 2016 핫식스 글로벌 스타크래프트 II 리그 시즌 1 코드 A 60강
- 2016 스타크래프트 II 스타리그 시즌 1 16강
- 2016 핫식스 글로벌 스타크래프트 II 리그 시즌 2 코드 A 48강
- 2016 스타크래프트 II 스타리그 2016 시즌2 16강
- 2017 VSL Season 1 16강
- 2017 핫식스 글로벌 스타크래프트 II 리그 시즌 2 코드 S 32강
- 2017 IEM Season XII - Shanghai 16강
- 2018 글로벌 스타크래프트 II 리그 시즌 1 코드 S 32강
- 2018 AfreecaTV GSL Super Tournament 시즌1 16강
- 2019 마운틴듀 글로벌 스타크래프트 II 리그 시즌 1 코드 S 32강
- 2019 마운틴듀 글로벌 스타크래프트 II 리그 시즌 2 코드 S 32강